# Stripped (álbum de The Rolling Stones)
Stripped é um álbum acústico da longa discografia da banda de rock inglesa The Rolling Stones, lançado em 14 de novembro de 1995 durante a Voodoo Lounge Tour, pela gravadora Virgin Records. O disco teve um bom desempenho nas tabelas musicais, entrou no top 10 de dez países diferentes e alcançou a primeira posição na Noruega e Suécia.
O grande destaque do álbum foi a versão que os Stones fizeram do clássico Like a Rolling Stone de Bob Dylan.
Nos Estados Unidos foi certificado como disco de platina pela Recording Industry Association of America (RIAA). No Reino Unido e Alemanha recebeu a certificação de disco de ouro, sendo certificado duas vezes com esse prêmio na França.

## Faixas
| N.º            | Título                   | Compositor(es)               | Duração |  |
| 1.             | "Street Fighting Man"    | Mick Jagger, Keith Richards  | 3:40    |  |
| 2.             | "Like a Rolling Stone"   | Bob Dylan                    | 5:38    |  |
| 3.             | "Not Fade Away"          | Norman Petty, Charles Hardin | 3:06    |  |
| 4.             | "Shine a Light"          | Mick Jagger, Keith Richards  | 4:38    |  |
| 5.             | "The Spider and the Fly" | Nanker Phelge                | 3:29    |  |
| 6.             | "I'm Free"               | Mick Jagger, Keith Richards  | 3:13    |  |
| 7.             | "Wild Horses"            | Mick Jagger, Keith Richards  | 5:09    |  |
| 8.             | "Let It Bleed"           | Mick Jagger, Keith Richards  | 4:15    |  |
| 9.             | "Dead Flowers"           | Mick Jagger, Keith Richards  | 4:13    |  |
| 10.            | "Slipping Away"          | Mick Jagger, Keith Richards  | 4:55    |  |
| 11.            | "Angie"                  | Mick Jagger, Keith Richards  | 3:29    |  |
| 12.            | "Love in Vain"           | Robert Johnson               | 5:31    |  |
| 13.            | "Sweet Virginia"         | Mick Jagger, Keith Richards  | 4:16    |  |
| 14.            | "Little Baby"            | Willie Dixon                 | 4:00    |  |
| Duração total: | Duração total:           | Duração total:               | 59:30   |  |

## Desempenho
| Tabelas musicais (1995)             | Melhor posição |
| ----------------------------------- | -------------- |
| Alemanha - Media Control Charts     | 3              |
| Austrália - ARIA Charts             | 7              |
| Áustria - Ö3 Austria Top 40         | 2              |
| Bélgica - Ultratop 50 (Flandres)    | 6              |
| Bélgica - Ultratop 40 (Valônia)     | 6              |
| Estados Unidos - Billboard 200      | 9              |
| Finlândia - Suomen virallinen lista | 5              |
| Japão - Oricon                      | 12             |
| Noruega - VG-lista                  | 1              |
| Nova Zelândia - RIANZ               | 23             |
| Reino Unido - UK Albums Chart       | 9              |
| Suécia - Sverigetopplistan          | 1              |
| Suíça - Schweizer Hitparade         | 3              |

| País/associação       | Certificação |
| --------------------- | ------------ |
| Alemanha / BVMI       | Ouro         |
| Estados Unidos / RIAA | Platina      |
| França / SNEP         | 2× Ouro      |
| Reino Unido / BPI     | Ouro         |